# Organisme de sélection
Un organisme de sélection (OS) est une association chargée d'organiser la sélection d'une race animale. Il regroupe les différents acteurs concernés par cette race. 

## Rôle
L'organisme de sélection définit les caractéristiques de la race, gère son livre généalogique et fixe ses objectifs de sélection.

## Historique
Depuis la fin du XXe siècle, certains sélectionneurs, éleveurs et associations d'éleveurs gèrent des registres généalogiques sur des animaux reproducteurs jugés caractéristiques d'une race animale,. À la suite de la Loi sur l'Élevage de 1966, un dispositif d'amélioration génétique des races d'esprit plus mutualiste est mis en place, avec les Unités nationales de sélection et de promotion de race (UPRA). Ces UPRA étaient des associations réunissant les différents acteurs intéressés au devenir de chaque race (les éleveurs-sélectionneurs, les entreprises de sélection, les groupements de producteurs, etc.), qui définissaient collectivement des objectifs.
À la suite de la réforme de la Loi sur l'Élevage de 1966 par la Loi d'Orientation de l'Agriculture de 2006, les organismes de sélection ont été créés pour se substituer à ces Unités nationales de sélection et de promotion de race (UPRA) à partir de 2008. C'est une évolution qui s'inscrit dans une continuité par rapport à 1966, avec des objectifs de meilleure complémentarité entre les métiers, de la cohérence avec les filières et de l’aménagement du territoire (en mettant par exemple l'accent sur certaines races locales adaptées aux zones de montagne),.